# 昆明市第二中学
昆明市第二中学（又称“昆明第二中学”，“昆明二中”）位于中国云南省昆明市五华区。属于五华区教育委员会下属学校之一。为省一级初级中学。

## 概况
截至2007年，二中每个年级有14个班，每班人数在50人上下。每个教室均装有多媒体教学系统（华山校区的教学系统已于2006～2007学年下学期开通）。同时学校还配备有诸如图书馆，微机室，广播室等附属设施。但是，由于某些原因，华山校区的图书馆仍然没有消息。
学校校本部（富春校区）位置在 25°2′44.48″N 102°42′2.72″E / 25.0456889°N 102.7007556°E，华山校区位置在 25°2′52.76″N 102°42′20.08″E / 25.0479889°N 102.7055778°E 。

## 历史
昆明第二中学建校於1914年（民国三年）。由于其学校位置位于昆明的富春街（小西门一带，临近美晨百货），故旧称“富春中学”。
随后的几年中，二中由于初中和高中都在，以及一些客观和主观上的原因，被列入了差学校的范畴。
二十世纪末，二中丢掉了高中的包袱，一跃成了昆明市甚至云南省的前列。许多学生争相上二中。此时，二中已经由原名称“富春中学”改为了现在的“昆明第二中学”。
在2005年，二中的新校区——华山校区开始使用。该校区以前是一所艺术学校。因此使用的教学楼是艺校的老教学楼。为了让初三的学生专注于学习，备战中考，所有的初三学生到该校区上学，而初二和初一的学生则到富春校区（二中本部）上学。
在二中的学生中，有几位名人。其中包括了伟大的人民音乐家——聂耳先生。